# Lycée de la Plaine de l'Ain
Le lycée de la Plaine de L'Ain (LPA)   ou lycée solaire est un lycée général et technologique situé dans la ville d'Ambérieu-en-Bugey, dans l'Ain. Sous la tutelle du ministère de l'Éducation Nationale, cet établissement public dépend de l'académie de Lyon. Son nom fait directement référence à la Communauté de communes de la Plaine de l'Ain.

## Architecture
Ce lycée construit en 1983 se distingue par son chauffage solaire installé dès l'origine ; cela en fait un précurseur dans ce domaine,,. Cela vaut au lycée le surnom de « Lycée solaire ». Il est caractérisé par la présence de panneaux solaires, qui couvrent l'ensemble des toits du bâtiment. Les planchers reposent sur des cuves en béton stockant l'eau chaude. De nombreuses serres de verre à structure bois sont disposées à l'intérieur des bâtiments, laissant entrer la lumière solaire et assurant un supplément de chauffage. Ces particularités architecturales font de cet établissement un pionnier en matière de construction écologique qui lui a valu d'être étudié par les services de l'inventaire de la région Rhône-Alpes,.

## Classement du lycée
[pertinence contestée]En 2019, le lycée se classe 5e sur 16 au niveau départemental, 46e sur 114 au niveau académique et 923e au niveau national d'après le classement Le Figaro Étudiant 2020.
En 2018, le lycée se classe 12e sur 16 au niveau départemental quant à la qualité d'enseignement, et 1816e sur 2277 au niveau national. Le classement s'établit sur quatre critères : le taux de réussite au bac, la proportion d'élèves de première qui obtient le baccalauréat en ayant fait les deux dernières années de leur scolarité dans l'établissement, le taux de mentions, et la valeur ajoutée (calculée à partir de l'origine sociale des élèves, de leur âge et de leurs résultats au diplôme national du brevet).

## Formations
Outre les filières secondes, premières et terminales générales et premières et terminales technologiques (STI2D, STL, STMG), il est possible de choisir une option italien, espagnol, anglais européen, allemand européen, grec, latin, ou encore musique ou cinéma audio-visuel, qui consiste en quelques heures supplémentaires, et une épreuve supplémentaire au baccalauréat. Le lycée participe également au projet Comenius.
Le lycée compte également des formations post-bac, en particulier des BTS (bioanalyses et contrôles, conception et réalisation de systèmes automatiques, technico-commercial).

## Anciens élèves
- Florent Manaudou, champion olympique de natation, a étudié au lycée de la Plaine de l'Ain[9],[10].
- L'auteur Olivier Gechter a suivi la filière technique du Lycée de la Plaine de l'Ain de 1988 à 1992[11].
- Alexandre Vincendet, maire de Rillieux-La-Pape, a étudié au Lycée de la Plaine de l'Ain en filière littéraire.
- Sylvain Pierre Durif, personnalité célèbre d'internet, a étudié au Lycée de la Plaine de l'Ain.
- Lumir Lapray, personnalité française.
- Adrien Gabeulet, acteur et créateur de vidéos humoristique francais